# Porome
Porome, eller kibiri, är ett isolatspråk som talas i södra delar av Papua Nya Guinea. Språket anses ha två huvuddialekter.. Ibland räknas språket också till trans-Nya Guineaspråk.
Antal talare är cirka 1500. Porome anses vara hotat. Språket skrivs med latinska alfabetet.

## Fonologi

### Vokaler
|           | Främre | Central | Bakre |
| --------- | ------ | ------- | ----- |
| Sluten    | i      |         | u     |
| Halvöppen | e      |         | o     |
| Öppen     |        | a       |       |

Vokaler har fem toner: hög, låg, stigande, fallande och fallande-stigande-fallande.
Källa:

### Konsonanter
|           | Labial | Alveolar | Velar  |
| --------- | ------ | -------- | ------ |
| Klusil    | p \| b | t \| d   | k \| g |
| Frikativ  | v      | s        | ɣ      |
| Nasal     | m      | n        |        |
| Tremulant |        | r        |        |

Källa:

## Lexikon

### Enstaka ord
| Porome     | Svenska  |
| ---------- | -------- |
| kuri       | by       |
| mapi       | hus      |
| meri       | väg      |
| moai       | man      |
| eria       | kvinna   |
| eri ipiro  | solen    |
| omeri tero | månen    |
| dii        | kokosnöt |

Källa:

### Räkneord 1-10
1: wakua, 2: kabirai, 3: wauteri, 4: kaka etekaro, 5: irikia wakua, 6: muro wakua, 7: muro kabirai, 8: muro wauteri, 9: muro kaka etekaro, 10: irikia kabirai. 
Räkneord 6-9 kan också alla vara "irikia wakua".
Källa: